# El diablo toca la flauta
El diablo toca la flauta es una película española de comedia de 1953, coescrita y dirigida por José María Forqué y protagonizada en los papeles principales por José Luis Ozores, Luis Prendes y Luis Arroyo.
Se trata de una adaptación cinematográfica de la novela "El asesino de la luna", escrita por Noel Clarasó, quien participó en la elaboración del guion del film.

## Sinopsis
Un diablo de baja estofa aparece en un pequeño pueblo del Mediterráneo al ser desenterrados y unidos los trozos de una singular figurita. El duendecillo se entromete en la vida del pintor Bernardino, de un matrimonio “moderno”, de un asustadizo jardinero y del Gran Momo.

## Reparto
- José Luis Ozores ... Músico
- Luis Prendes ... Bernaldino
- Luis Arroyo ... Relojero
- Félix Dafauce ... Gran Momo
- Carmen Vázquez Vigo ... Esposa
- Antonio Garisa ... Marido
- Ricardo Acero ... Pablo
- Irán Eory ... Elisa
- José Prada ... Jardinero
- Juan Vázquez ... Delegado
- Manolo Morán ... Don Cosme
- Miguel Gila ... Burócrata
- Antonio Ozores ... Secretario
- Luis Orduña ... Diablo jefe
- Xan das Bolas ... Presidente
- Miguel Pastor ... Europeo
- Adela Carboné ... Laura
- José Ramón Giner ... Conserje museo
- Manuel Requena ... Alcalde
- José Luis López Vázquez ... Periodista
- Delfina Jaufret
- José Villasante ... Gobernante
- Joaquín Bergía ... Médico
- Juan Cazalilla ... Peluquero
- José Marco